# Petrona Rosende
Petrona Rosende   (Montevideo, 18 d'octubre de 1787 - Montevideo, 1862) va ser una periodista i poeta uruguaiana nacionalitzada argentina. És considerada la primera periodista argentina.

## Biografia
A la ciutat de Buenos Aires va fundar el periòdic feminista La Aljaba, que va aparèixer el novembre de 1830 i s'editava dos cops per setmana a la Impremta de l'Estat. Tenia com a lema «Ens lliurarem de les injustícies dels altres homes, solament quan no existim entre ells». El periòdic va circular fins a gener de 1831, en un total de 18 exemplars. Actualment la col·lecció completa del diari pot veure's al museu Mitre de Buenos Aires i a la Biblioteca Digital Trapalanda de la Biblioteca Nacional de l'Argentina.
Rosende també fou poeta; l'escriptor uruguaià Alberto Zoom Felde la va anomenar "la desena musa" i "la Safo de Lesbos oriental". Alejandro Magariños Cervantes la va qualificar com a "Eva de l'art". Els seus versos es van publicar en 1835 i 1837 al Parnaso Oriental de Luciano Lira, i va ser l'única dona inclosa en aquesta publicació. Les seves contribucions en aquesta obra tenien una estètica particular, com els inicis en majúscula de cada vers, i va ser considerada com una de les primeres representants de la poesia visual.